# Biến tần nối lưới
Trong kỹ thuật điện biến tần nối lưới (tiếng Anh: Grid-tie Inverter) là biến tần chuyển đổi điện năng ngõ vào thành điện xoay chiều (AC) thích hợp để nối vào một hệ thống lưới điện hiện có. Nói chung trong thực tế thuật ngữ biến tần nối lưới dành cho nguồn điện năng tái tạo có dòng năng lượng thăng giáng, như là điện mặt trời, điện gió, điện sóng nước,... Các nguồn như thủy điện, nhiệt điện, địa nhiệt,... không phải nguồn năng lượng thăng giáng và được hòa lưới theo công nghệ khác.

Khái quát bố trí mạng lưới điện. Các ký hiệu theo hệ thống châu Âu và tương tự

Lưới điện tiêu chuẩn hiện có ở các nước là sóng dạng sin 50 Hz hoặc 60 Hz. Việc nối lưới thực hiện nhờ khối điều khiển bộ biến tần thích nghi với tình trạng nguồn năng lượng ngõ vào và yêu cầu tương hợp ngõ ra với lưới. Các mảng điện mặt trời áp mái, điện gió điện sóng công suất nhỏ có thể nối ở điện áp 110 V hoặc 220 V. Các biến tần công suất lớn có thể gom và nối ở điện áp cao hơn.
Do nhu cầu bảo vệ môi trường và phát triển năng lượng tái tạo các nước đang khuyến khích các hộ dân hoặc xí nghiệp nhỏ xây dựng các trạm phát điện năng lượng tái tạo. Một số công ty điện lực trả tiền cho phần điện được đưa vào lưới điện. Để làm như vậy các công tơ điện hai chiều được bố trí để xác định lượng điện năng đã trao đổi.

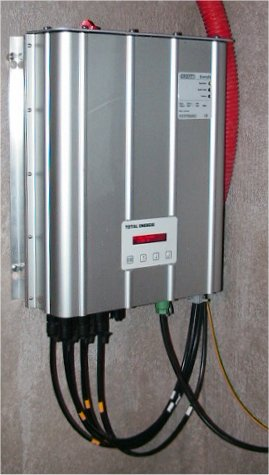
Biến tần 1 pha 2 KWc
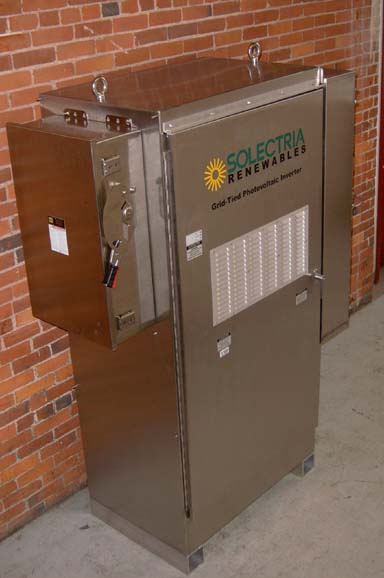
Biến tần 3 pha 95 KW
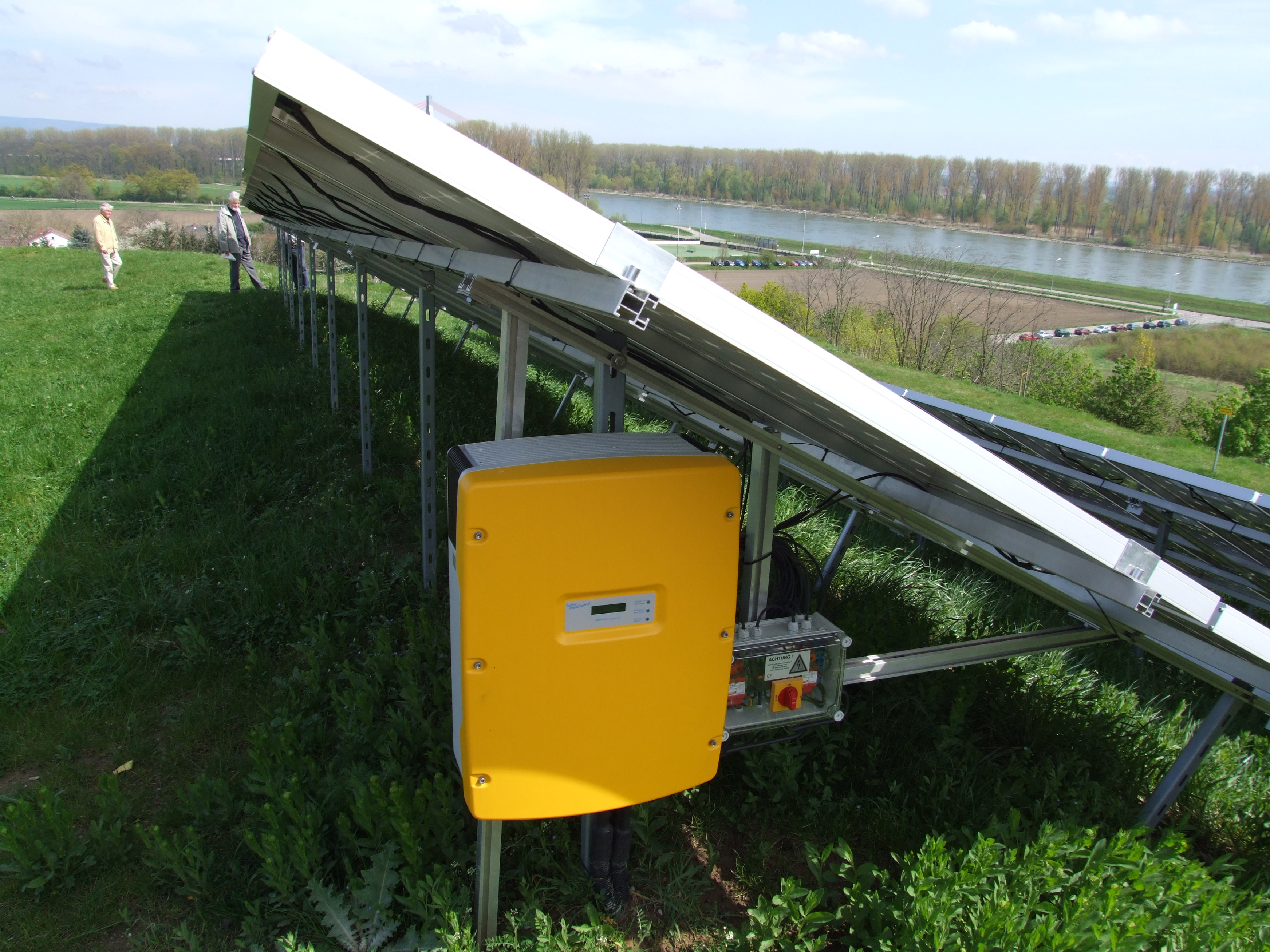
Biến tần đặt tại dãy pin trước khối thu gom điện